# یواس‌اس بریمان (دی‌یی-۱۰۴)
یواس‌اس بریمان (دی‌یی-۱۰۴) (به انگلیسی: USS Breeman (DE-104)) یک کشتی بود که طول آن ۳۰۶ فوت (۹۳ متر) بود. این کشتی در سال ۱۹۴۳ ساخته شد.